# Kochab-Methode
Die Kochab-Methode ist ein von dem deutschen Hobbyastronomen Heinz Lotze vorgestelltes Verfahren, mit dem eine äquatoriale (parallaktische) Fernrohrmontierung präzise auf den Himmelspol ausgerichtet werden kann, das speziell in der Amateurastronomie angewandt wird. Der Vorgang dauert etwa ein bis zwei Minuten und ist hinreichend genau, um im Amateurbereich auch Astrofotografie zu betreiben.
Die Kochab-Methode ist eine empirisch ermittelte Methode zur Einnordung, die sich zu Nutze macht, dass der Himmelsnordpol, der Stern Polaris und der Stern Kochab auf einer Linie liegen. Voraussetzung ist eine äquatoriale (parallaktische) Fernrohrmontierung und ein Polsucherfernrohr sowie freie Sicht auf Polaris.
Im Gegensatz zur präziseren Scheiner-Methode, die einen iterativen Ansatz verfolgt, erreicht man durch die Kochab-Methode in sehr kurzer Zeit eine für die meisten Anwendungen hinreichend genaue Ausrichtung der Achsen, sodass diese in Amateurkreisen sehr populär ist.
Im englischsprachigen Raum ist die Methode als „Clay's Kochab Clock“ bekannt.

## Vorbereitung

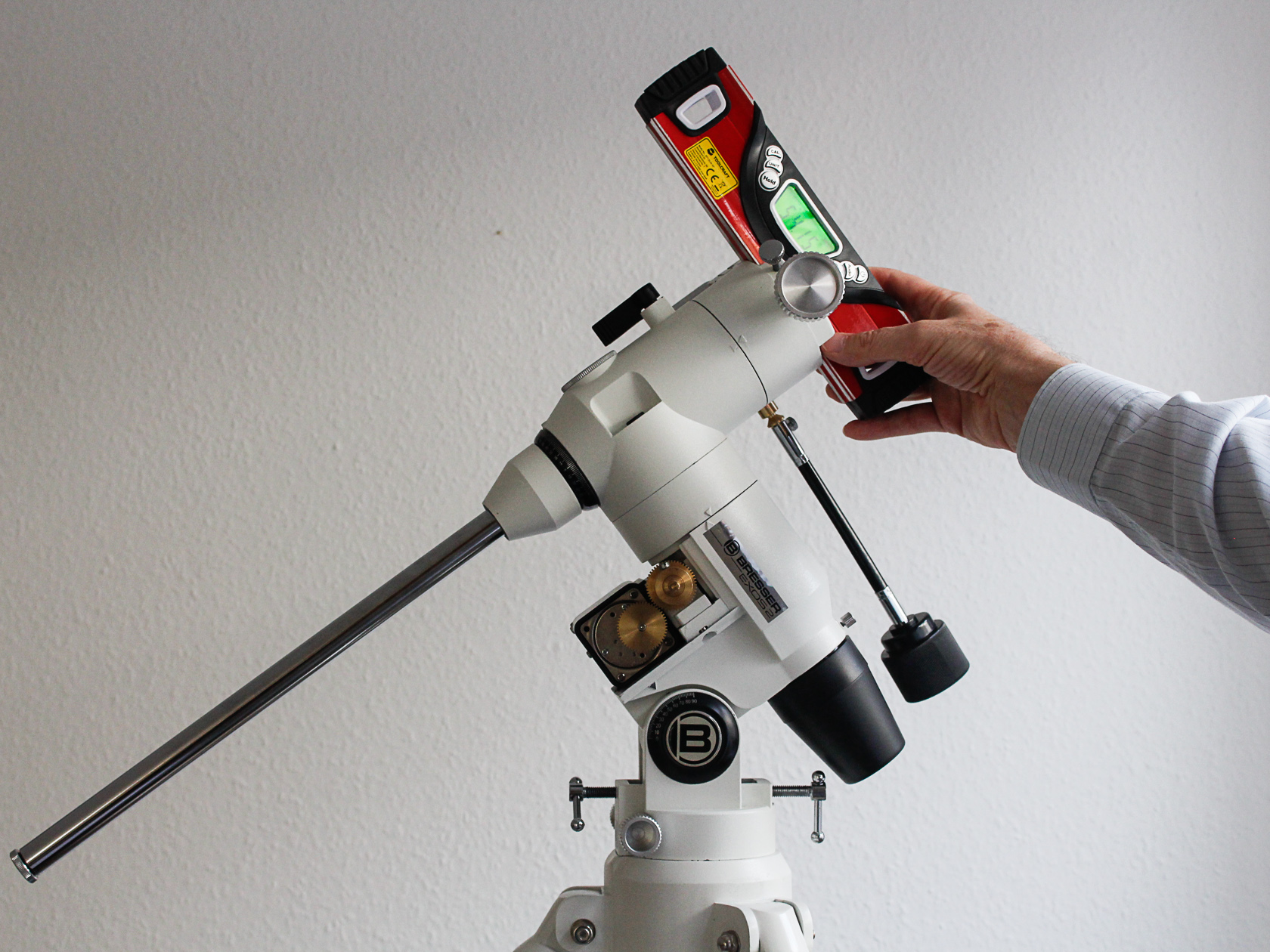
Kontrolle der Polhöhe mit einer digitalen Wasserwaage

Vorweg sollte man schon ungefähr die Polhöhe einstellen, diese ist gleich der geografischen Breite des Beobachtungsortes. Die Polhöhenskalen an Montierungen für Amateurteleskope sind aber oft ungenau. Eine bessere Einstellung kann man erreichen, wenn man zur Kontrolle eine digitale Wasserwaage an die Teleskopaufnahme der Montierung hält. (Bild)

## Einnordung mit dem Polsucher
Der Polsucher ist ein kleines Sucherfernrohr, das meist in der hohlen Stundenachse eingebaut ist, manchmal auch an einer speziellen Halterung parallel zur Stundenachse. Für eine genaue Ausrichtung muss der Polsucher justiert sein. Außerdem muss er beleuchtet sein, damit man seine Markierungen erkennen kann. Achtung, vor der Stundenachse liegt die Deklinationsachse quer, diese hat ein Loch in Höhe des Polsuchers. Die Deklination muss so eingestellt werden, dass das Loch den Blick durch den Polsucher freigibt.

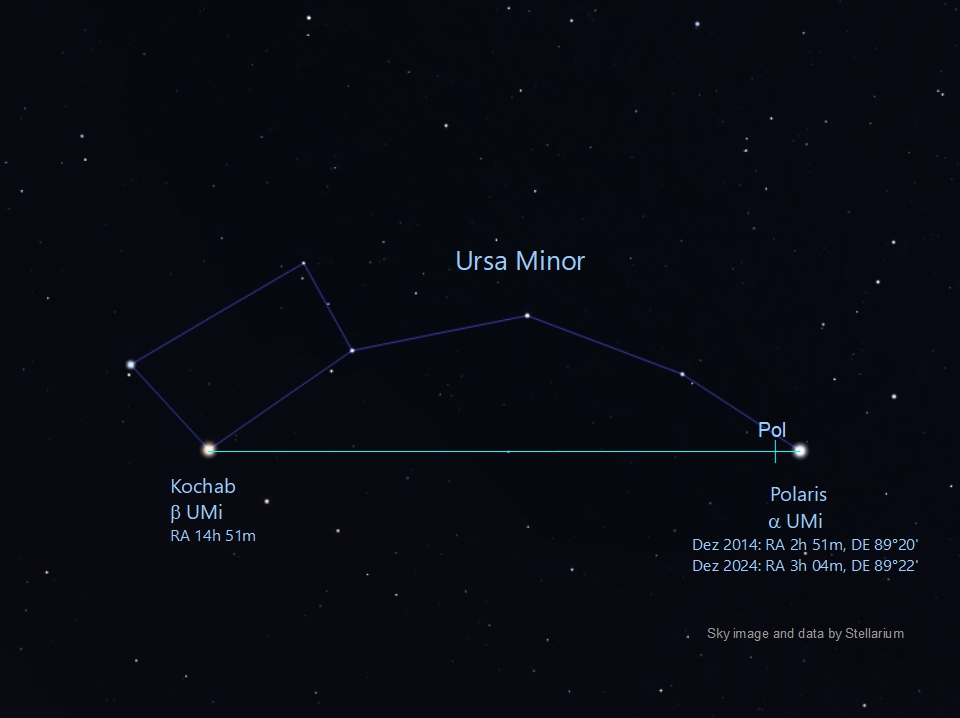
Lage des Himmelsnordpols zwischen Polaris und Kochab

Für eine grobe Einnordung wird die Montierung mit Hilfe des Polsuchers auf den Polarstern ausgerichtet. Für eine genaue Einnordung muss man berücksichtigen, dass der Polarstern etwa 40 Winkelminuten Abstand vom Pol hat. Der Abstand ist im Polsucher markiert, aber in welche Richtung? Hier kann man sich am Stern Kochab (β UMi) orientieren. Der Himmelsnordpol steht fast genau auf der geraden Verbindungslinie zwischen Polaris und Kochab, d. h. Polaris und Kochab stehen sich am Pol gegenüber. Im Polsucher ist das Bild aber um 180° gedreht, dann muss Polaris scheinbar auf der gleichen Seite stehen, wo wir Kochab mit bloßen Augen sehen.

### Praktisches Vorgehen
1. Sieh den kleinen Wagen mit bloßen Augen an und stell dir ein Uhrzifferblatt vor, zentriert auf den Polarstern. Bei welcher Uhrziffer steht Kochab? (Beispiel im Bild: 9 Uhr)
2. Sieh durch den Polsucher und justiere die Montierung so, dass der Polarstern bei der gleichen Uhrziffer steht, wo du eben Kochab gesehen hast.

## Einfluss der Präzession
Im Dezember 2014 stand der Himmelspol genau auf der Verbindungslinie zwischen Polaris und Kochab, erkennbar an der Differenz der Rektaszension der beiden Sterne von genau 12 Stunden. Infolge der Präzession der Erdachse entfernt sich der Himmelspol langsam von dieser Linie, so dass die Kochab-Methode ungenau wird. Die Methode wird aber noch für ein paar Jahrzehnte brauchbar bleiben, weil diese Abweichung noch mit den Ungenauigkeiten der Durchführung der Methode vergleichbar ist. 